# Campionati del mondo di ciclocross 2012 - Gara femminile Elite
La tredicesima edizione della gara femminile Elite dei Campionati del mondo di ciclocross 2012 si svolse il 29 gennaio 2012 con partenza ed arrivo da Koksijde in Belgio, su un percorso totale di 14,79 km. La vittoria fu appannaggio dell'olandese Marianne Vos, la quale terminò la gara in 41'04", precedendo la connazionale Daphny van den Brand e la belga Sanne Cant terza.
Partenza con 36 cicliste, delle quali 31 portarono a termine la competizione.

## Squadre partecipanti
| N. atlete | Cod. | Squadra       |
| --------- | ---- | ------------- |
| 2         | BEL  | Belgio        |
| 3         | CZE  | Rep. Ceca     |
| 1         | DEN  | Danimarca     |
| 2         | FRA  | Francia       |
| 1         | GER  | Germania      |
| 4         | GBR  | Gran Bretagna |
| 1         | ITA  | Italia        |
| 2         | JPN  | Giappone      |

| N. atlete | Cod. | Squadra     |
| --------- | ---- | ----------- |
| 1         | LAT  | Lettonia    |
| 1         | LUX  | Lussemburgo |
| 7         | NLD  | Paesi Bassi |
| 1         | POL  | Polonia     |
| 1         | ESP  | Spagna      |
| 2         | SWE  | Svezia      |
| 3         | SUI  | Svizzera    |
| 5         | USA  | Stati Uniti |

## Ordine d'arrivo (Top 10)
| Pos. | Corridore             | Squadra       | Tempo   |
| ---- | --------------------- | ------------- | ------- |
| 1    | Marianne Vos          | Paesi Bassi   | 41'04"  |
| 2    | Daphny van den Brand  | Paesi Bassi   | a 38"   |
| 3    | Sanne Cant            | Belgio        | s.t.    |
| 4    | Sanne Van Paassen     | Paesi Bassi   | a 49"   |
| 5    | Katie Compton         | Stati Uniti   | a 53"   |
| 6    | Nikki Harris          | Gran Bretagna | a 1'03" |
| 7    | Sophie de Boer        | Paesi Bassi   | a 1'05" |
| 8    | Kateřina Nash         | Rep. Ceca     | a 1'11" |
| 9    | Jasmin Achermann      | Svizzera      | a 1'12" |
| 10   | Lucie Chainel-Lefèvre | Francia       | a 1'54" |